# 明亡清兴六十年
《明亡清兴六十年》是清史专家阎崇年在中央电视台《百家讲坛》栏目上所作的一个系列讲座，2006年9月1日开始播出，讲述1583年努尔哈赤十三副盔甲起兵至1644年多尔衮领清军入关这六十余年间明朝衰亡和满清兴起的过程。
中华书局和中央电视台合作于2006年8月先期推出了该讲座的同名图书上册（ISBN 7-101-05267-3）。

## 目次
1. 崇焕之死
2. 万历怠政
3. 朝政危机
4. 成梁守辽
5. 满洲崛兴
6. 辽事初起
7. 四路丧师
8. 开铁失守
9. 明宫三案
10. 沈阳失陷
11. 辽阳陷落
12. 广宁迎降
13. 传首九边
14. 英雄家世
15. 单骑阅塞
16. 营筑宁远
17. 帝师督辽
18. 宁远大捷
19. 觉华兵败
20. 巡抚辽东
21. 宁锦大捷（上）
22. 宁锦大捷（下）
23. 阉党专权
24. 遭奸辞职
25. 崇祯登极
26. 平台奏对
27. 天聪新政
28. 宁远兵变
29. 督师蓟辽
30. 斩毛文龙
31. 北京危机
32. 保卫京师
33. 平台落狱
34. 阉孽翻案
35. 崇焕死因
36. 崇焕精神
37. 大寿降清
38. 林丹大汗
39. 建立大清
40. 松锦大战
41. 总督降清
42. 中原悲歌
43. 睿王摄政
44. 闯王进京
45. 三桂降清
46. 山海关大战
47. 顺治迁都
48. 兴亡之鉴